# Mohammud Adama Sarr
Adama Mohamed Sarr (23. prosince 1983, Dakar, Senegal) je senegalský fotbalový obránce.

## Úspěchy

### Klubové
- 2× vítěz belgické ligy (2007/08, 2008/09)
- 2× vítěz belgického superpoháru (2008,2009)

### Reprezentace
- 1× na AC (2008)